# Asiatische Infrastrukturinvestmentbank

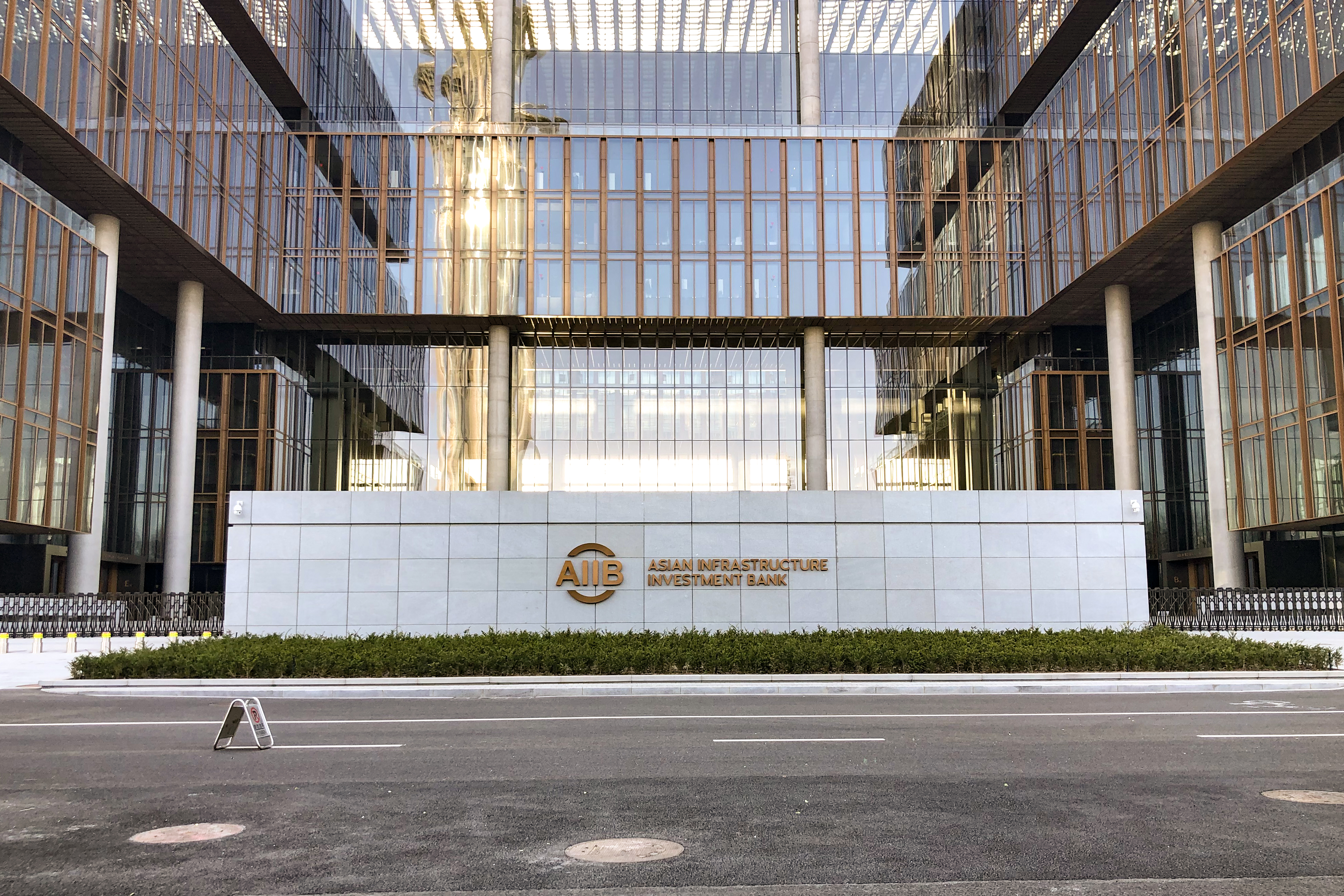
Zentrale der AIIB in Peking

Die Asiatische Infrastrukturinvestmentbank (chinesisch 亞洲基礎設施投資銀行 / 亚洲基础设施投资银行, kurz 亞投行 / 亚投行, englisch Asian Infrastructure Investment Bank, AIIB) ist eine multilaterale Entwicklungsbank unter chinesischer Führung, die 2015 von siebenundfünfzig Staaten gegründet wurde und im Wettbewerb zur Weltbank, zum Internationalen Währungsfonds und zur Asiatischen Entwicklungsbank steht. Deutschland und das Vereinigte Königreich traten der AIIB bereits zur Gründung bei, Italien und Frankreich im Sommer 2016.

## Hintergründe
Anlass zur Initiative der Gründung war die Unzufriedenheit Chinas über eine Dominanz der US-Amerikaner im Internationalen Währungsfonds und in der Weltbank, der keine faire Verteilung der globalen Machtverhältnisse aus Sicht Chinas widerspiegelte. Da sich die US-Amerikaner strikt weigerten, eine Änderung der Stimmverhältnisse zu implementieren, begann China 2013 mit der Gründung der Initiative. Neben den 21 Gründungsmitgliedern haben im Jahr 2015 auch unter anderem Deutschland, Italien, Frankreich und das Vereinigte Königreich ihr Interesse bekundet, als nicht-regionale Mitglieder die neue Entwicklungsbank zu unterstützen. China hat nach Angaben der Bank einen Anteil von 30,7 % an den Kapitalbeiträgen („Subscriptions“) und 26,6 % an den Stimmrechten. Damit hat das Land ein Vetorecht bei großen Entscheidungen.
Die Gründungsurkunde der AIIB wurde am 29. Juni 2015 von Vertretern aus 57 Ländern in Peking unterzeichnet. Die Bank nahm im Januar 2016 ihre Arbeit ohne Beteiligung der USA und Japan auf. Japan und Kanada schlossen nicht aus, zu einem späteren Zeitpunkt beizutreten.
Kanada setzt seine Aktivitäten bei der BAII am 14. Juni 2023 aus und überprüft seine Mitgliedschaft nach dem Rücktritt von Bob Pickard, Leiter der weltweiten Kommunikation, der den Einfluss der chinesischen Kommunistischen Partei und eine giftige Kultur innerhalb der Bank anprangert.

## Mitglieder

April 2015:
Unterzeichnende des Gründungsmemorandums
Als Gründungsmitglied (PFM) anerkannt
Bewirbt sich, Gründungsmitglied zu werden
Erwägt Bewerbung
Keine Bewerbung
Unentschieden

Aktuell sind 87 Länder Mitglied der AIIB. 16 weitere Länder werden als zukünftige Mitglieder gelistet (21. Juli 2021).
| Land (regional)              | Beitrittsdatum    |
| ---------------------------- | ----------------- |
| Afghanistan                  | 13. Oktober 2017  |
| Aserbaidschan                | 24. Juni 2016     |
| Australien                   | 25. Dezember 2015 |
| Bahrain                      | 24. August 2018   |
| Bangladesch                  | 22. März 2016     |
| Brunei                       | 25. Dezember 2015 |
| Volksrepublik China          | 25. Dezember 2015 |
| Fidschi                      | 11. Dezember 2017 |
| Georgien                     | 25. Dezember 2015 |
| Hongkong                     | 7. Juni 2017      |
| Indien                       | 11. Januar 2016   |
| Indonesien                   | 14. Januar 2016   |
| Iran                         | 16. Januar 2017   |
| Israel                       | 15. Januar 2016   |
| Jordanien                    | 25. Dezember 2015 |
| Kambodscha                   | 17. Mai 2016      |
| Katar                        | 24. Juni 2016     |
| Kasachstan                   | 18. April 2016    |
| Kirgisistan                  | 11. April 2016    |
| Laos                         | 15. Januar 2016   |
| Malaysia                     | 27. März 2017     |
| Malediven                    | 4. Januar 2016    |
| Mongolei                     | 25. Dezember 2015 |
| Myanmar                      | 25. Dezember 2015 |
| Nepal                        | 13. Januar 2016   |
| Neuseeland                   | 25. Dezember 2015 |
| Oman                         | 21. Juni 2016     |
| Osttimor                     | 22. November 2017 |
| Pakistan                     | 25. Dezember 2015 |
| Philippinen                  | 28. Dezember 2016 |
| Russland                     | 28. Dezember 2015 |
| Saudi-Arabien                | 19. Februar 2016  |
| Samoa                        | 3. April 2018     |
| Singapur                     | 25. Dezember 2015 |
| Sri Lanka                    | 22. Juni 2016     |
| Südkorea                     | 25. Dezember 2015 |
| Tadschikistan                | 16. Januar 2016   |
| Thailand                     | 20. Juni 2016     |
| Türkei                       | 15. Januar 2016   |
| Usbekistan                   | 30. November 2016 |
| Vanuatu                      | 6. März 2018      |
| Vereinigte Arabische Emirate | 15. Januar 2016   |
| Vietnam                      | 11. April 2016    |
| Zypern                       | 25. Juni 2018     |

| Land (weltweit)        | Beitrittsdatum     |
| ---------------------- | ------------------ |
| Ägypten                | 4. August 2016     |
| Äthiopien              | 13. Mai 2017       |
| Belgien                | 10. Juli 2019      |
| Dänemark               | 15. Januar 2016    |
| Deutschland            | 25. Dezember 2015  |
| Ecuador                | 1. November 2019   |
| Finnland               | 7. Januar 2016     |
| Frankreich             | 16. Juni 2016      |
| Griechenland           | 20. August 2019    |
| Guinea                 | 12. Juli 2019      |
| Irland                 | 23. Oktober 2017   |
| Island                 | 4. März 2016       |
| Italien                | 13. Juli 2016      |
| Kanada                 | 19. März 2018      |
| Niederlande            | 25. Dezember 2015  |
| Norwegen               | 25. Dezember 2015  |
| Luxemburg              | 25. Dezember 2015  |
| Malta                  | 7. Januar 2016     |
| Madagaskar             | 25. Juni 2018      |
| Österreich             | 25. Dezember 2015  |
| Polen                  | 15. Juni 2016      |
| Portugal               | 8. Februar 2017    |
| Rumänien               | 28. Dezember 2018  |
| Schweden               | 23. Juni 2016      |
| Serbien                | 15. August 2019    |
| Schweiz                | 25. April 2016     |
| Spanien                | 1. Dezember 2017   |
| Sudan                  | 13. September 2018 |
| Ungarn                 | 16. Juni 2016      |
| Vereinigtes Königreich | 25. Dezember 2015  |
| Belarus                | 17. Januar 2019    |

## Zukünftige Mitglieder
| Land            | Bekanntgabe Beitrittsinteresse |
| --------------- | ------------------------------ |
| Algerien        |                                |
| Argentinien     | 2017                           |
| Armenien        |                                |
| Benin           |                                |
| Bolivien        | 2017                           |
| Brasilien       | 2015                           |
| Chile           | 2017                           |
| Cookinseln      | 2017                           |
| Dschibuti       |                                |
| Elfenbeinküste  |                                |
| Ghana           |                                |
| Kenia           |                                |
| Kuwait          |                                |
| Libanon         |                                |
| Libyen          |                                |
| Marokko         |                                |
| Papua-Neuguinea |                                |
| Peru            | 2017                           |
| Ruanda          |                                |
| Südafrika       | 2015                           |
| Togo            |                                |
| Tunesien        |                                |
| Uruguay         |                                |
| Venezuela       | 2017                           |